# Padang
Pour les articles homonymes, voir Padang (homonymie).
Padang est une ville d'Indonésie dans l'île de Sumatra. C'est la capitale de la province de Sumatra occidental. Elle a le statut de kota.

## Histoire
Padang est un centre du commerce depuis au moins le XVIe siècle. Le port était un point d'exportation de poivre vers l'Inde et l'Europe.

### Compagnie néerlandaise des Indes orientales
En 1663, la ville passe sous l'autorité de la Compagnie néerlandaise des Indes orientales. Les Hollandais y établissent un poste commercial en 1680. Jusque vers 1780, le produit d'exportation le plus important est l'or exploité dans les mines de la région. Une fois ces mines épuisées, le commerce s'est tourné vers d'autres produits, comme le café, le sel et le textile. Le 12 décembre 1793, le corsaire français François-Thomas Le Même prend et rançonne la ville.

### Le contrôle anglais
Les Anglais en prennent deux fois le contrôle, de 1781 à 1784 au cours de la Quatrième guerre anglo-néerlandaise, puis de 1795 à 1819 pendant les guerres napoléoniennes.

## Géographie

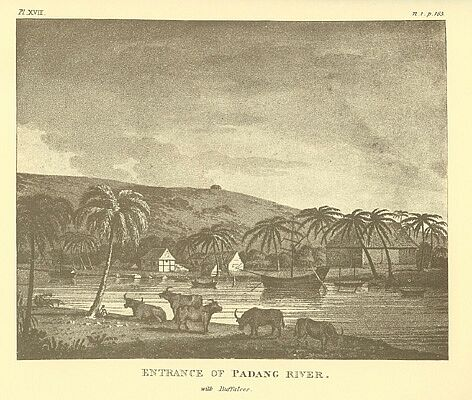
Padang vers 1795.
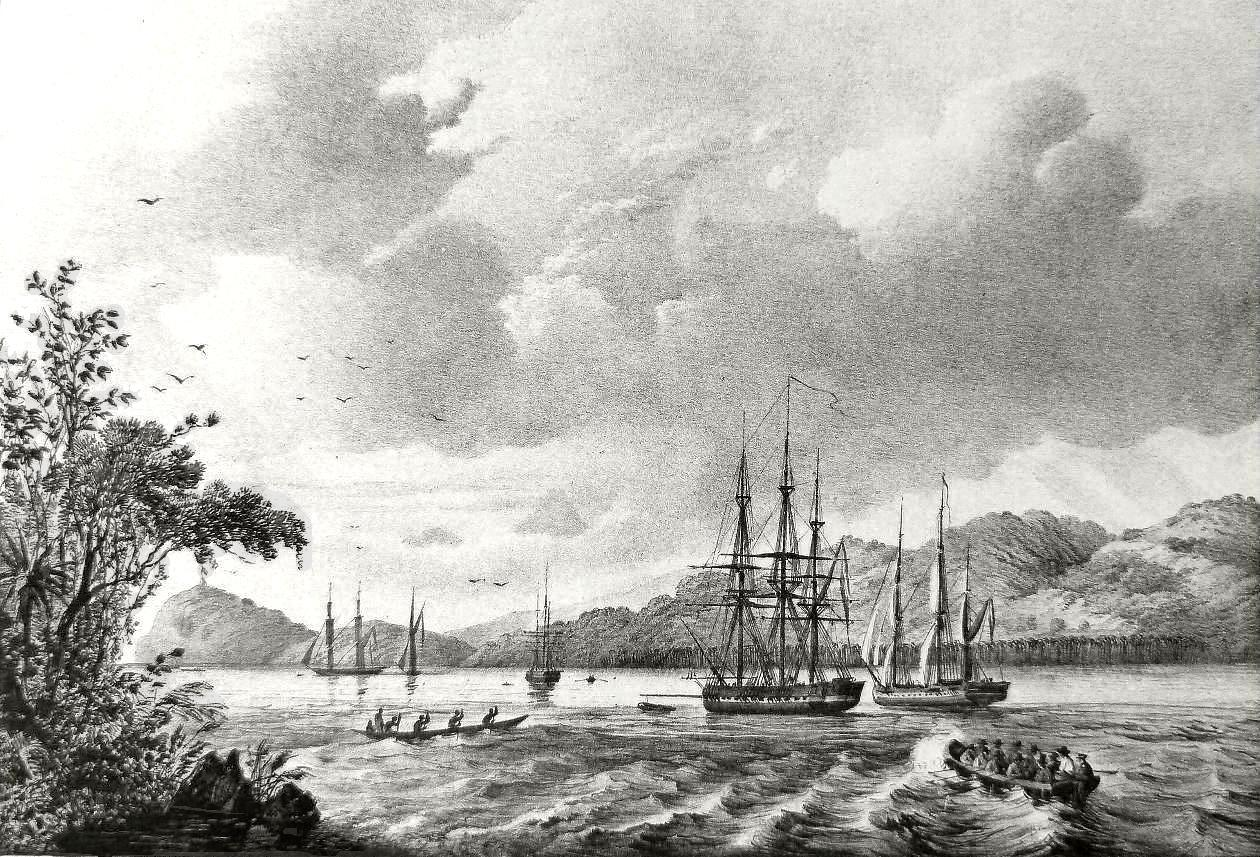
La rade de Padang (gravure de 1843-45).

### Géologie

#### Une sismicité forte
Le 30 septembre 2009, un séisme d'une magnitude de 7,6 a frappé la province de Sumatra occidental. À Padang, des centaines d'habitations se sont effondrées. Au 1er octobre, on comptait 529 morts pour l'ensemble de la province : 375 à Padang, 75 à Pasaman, 62 à Pariaman, 11 à Pariaman, 3 à Padang Panjang et 2 à Solok.
Le 1er octobre au matin, une seconde secousse a frappé la région, sans toutefois faire de victime.
Depuis le séisme du 26 décembre 2004 dans l'océan Indien, deux séismes avaient déjà frappé l'ouest de Sumatra. Le 10 avril 2005, un séisme d'une magnitude de 6,7 dont l'épicentre se trouvait à environ 120 km au sud-ouest de Padang, n'avait pas fait de victime. Le 6 mars 2007, un séisme d'une magnitude de 6,3 avait également frappé Padang, faisant 71 morts et 47 blessés graves. Le séisme du 30 septembre 2009 s'est produit dans la plaque plongeante sous la ville de Padang, et non dans la fosse de subduction adjacente, d'où l'absence de tsunami.
Les séismes semblent avoir été fréquents dans l'histoire de Padang. En 1797, à la suite d'un tremblement de terre de magnitude estimée à 8,5–8,7 Mw, dont l'épicentre était situé au large de Padang, la ville est frappée par un tsunami dont la vague faisait entre 5 et 10 mètres. Les dégâts sont importants. On ne compte que deux morts à Padang même, mais plusieurs dans le village voisin d'Air Manis. Les bateaux ancrés dans le fleuve Arau sont rejetés sur la terre ferme, y compris un voilier de 200 tonnes échoué à un kilomètre en amont. En 1833, un autre tsunami frappe Padang, avec une vague de 3 à 4 mètres, à la suite d'un séisme de magnitude estimée 8,6–8,9 Mw, dont l'épicentre se situait au large de Bengkulu dans le sud de Sumatra. La secousse a causé des dégâts considérables à Padang, et à cause du tsunami les bateaux amarrés dans la rivière Arau ont arraché leurs amarres et ont été détruits. Le jour où un prochain tsunami frappera Padang, la plupart des habitants ne disposeront pas de lieux surélevés où se réfugier, et n'auront pas plus de vingt minutes pour fuir. La plus grande partie de la ville ne se trouve pas à plus de 5 mètres au-dessus du niveau de l'océan. Les vagues pourront recouvrir pratiquement tout sur une bande d'environ 2 kilomètres au-delà du rivage.
À l'initiative de Kogami, petite association à but non lucratif qui sensibilise les populations aux tsunamis, la municipalité de Padang a déjà signalisé trente-deux routes d'évacuation, et neuf abris à plusieurs étages (sur la centaine prévus) sont en construction pour permettre aux habitants d'échapper aux vagues.

## Transports et communications

### Transport aérien
Son aéroport relie la ville aux principales villes de Sumatra, à Jakarta, la capitale de l'Indonésie, ainsi qu'à Kuala Lumpur en Malaisie et à Singapour.

### Transport ferroviaire

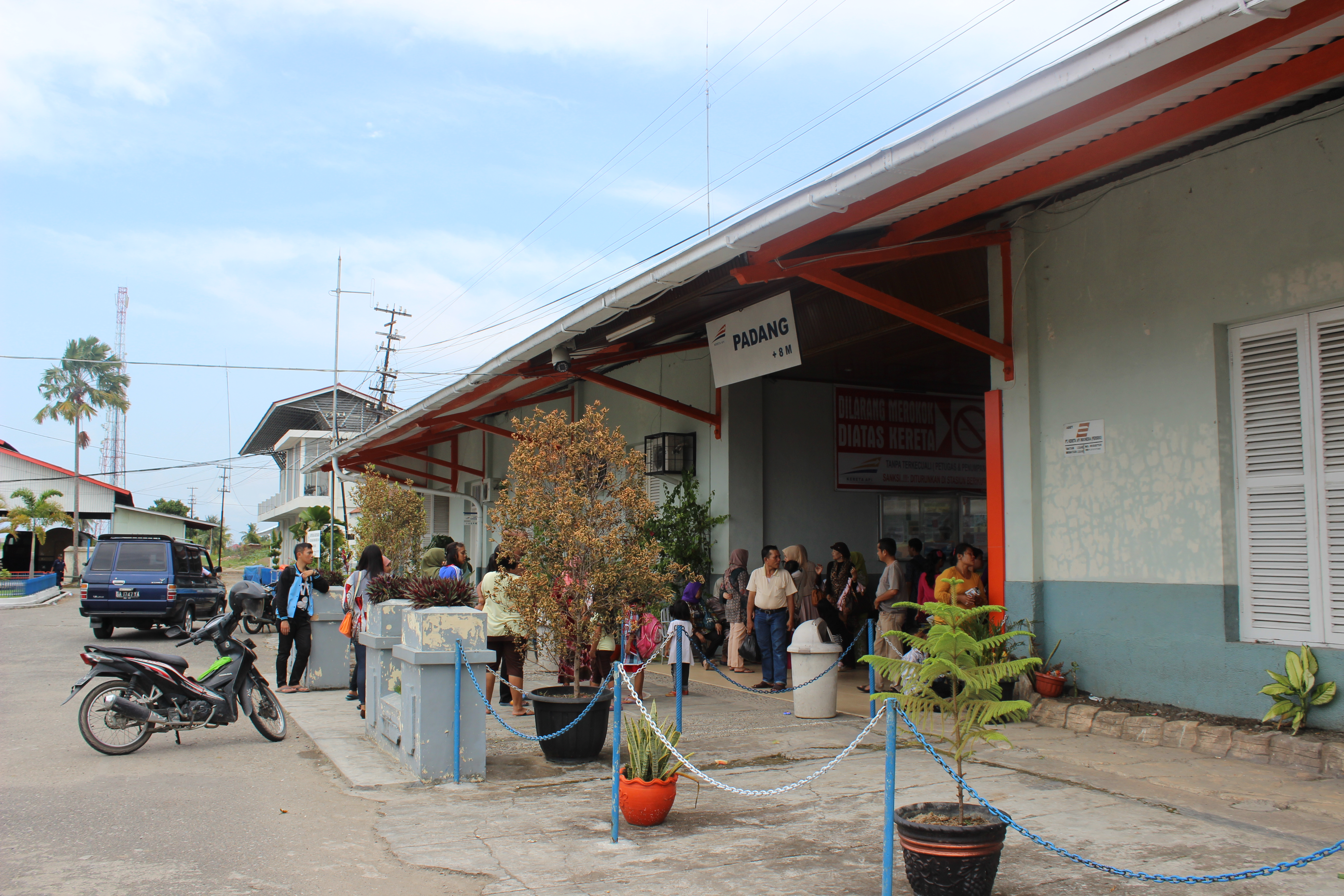
La gare de Simpang Haru à Padang.

Le réseau ferroviaire connecte Padang à Padang Panjang et Bukittinggi au nord-est, et à Solok et Sawahlunto à l'est. La plus grande gare de Padang est celle de Simpang Haru.

## Société

### Administration

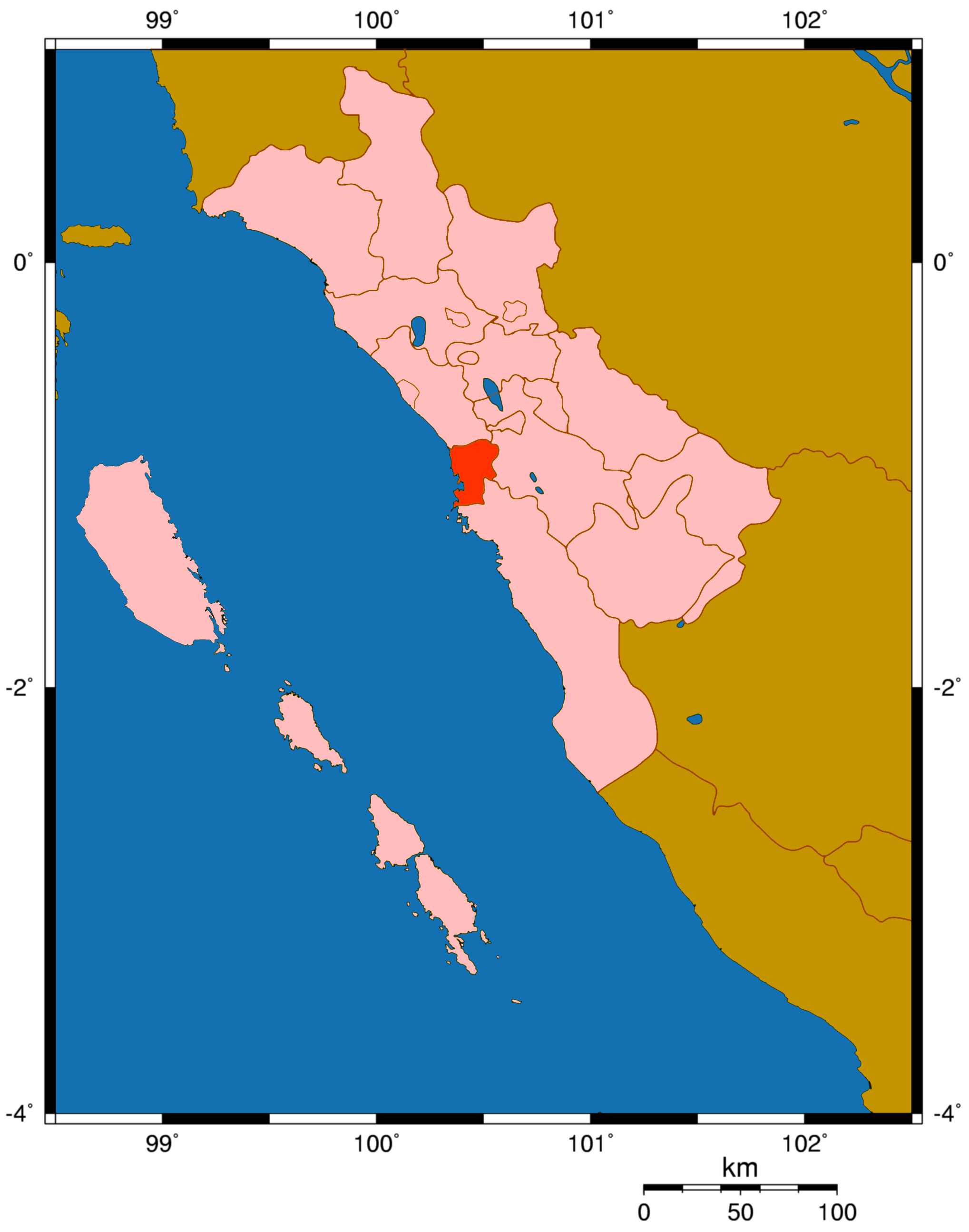
Emplacement de la kota de Padang dans la province de Sumatra occidental.

La ville de Padang est divisée en 11 disctrits (kecamatan) :
- Bungus Teluk Kabung
- Koto Tangah
- Kuranji
- Lubuk Begalung
- Lubuk Kilangan
- Nanggalo
- Padang Barat
- Padang Selatan
- Padang Timur
- Padang Utara
- Pauh

### Démographie
En 2011, Padang comptait plus de 800 000 habitants.

### Éducation et culture
L'université d'Andalas est la plus ancienne université d'Indonésie hors de Java. Le campus principal se situe à Limau Manis à 12 kilomètres du centre-ville. Les autres universités de Padang sont: "Institut Teknologi Padang" à Lapai, Universitas Negeri Padang à Air Tawar, Bung Hatta University à Ulak Karang, Baiturrahmah University à Air Pacah, Universitas Putra Indonesia YPTK, Ekasakti University, Universitas Muhammadiyah Sumatera Barat et Tamansiswa University.
Le musée Adityawarman est un musée culturel de la province de Sumatra occidental. La ville comprend également un Institut des arts, qui a eu comme élève, par exemple, la chorégraphe Deslenda.

### Religion
La ville est le siège du diocèse de Padang.

## Économie

### Tourisme
La vieille ville, située en bordure de l'embouchure de la rivière Padang, offre un charme désuet. Padang est le point d'entrée des visiteurs qui souhaitent se rendre :
- dans les hautes terres du pays Minangkabau,
- sur les nombreuses plages, dont Tiku au nord et la baie de Painan au sud,
- les îles Mentawai et leurs spots de surf.

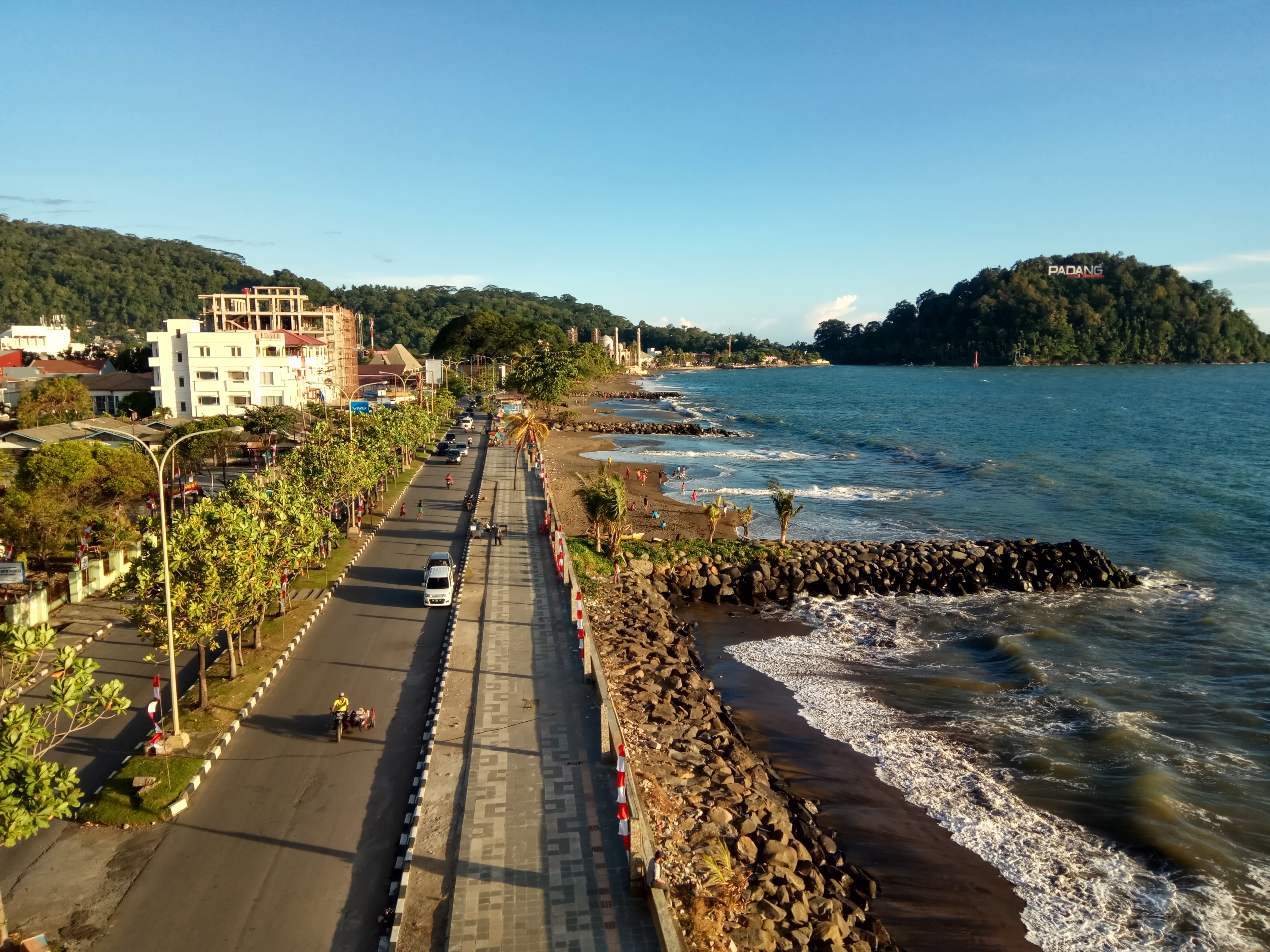
La plage à Padang.
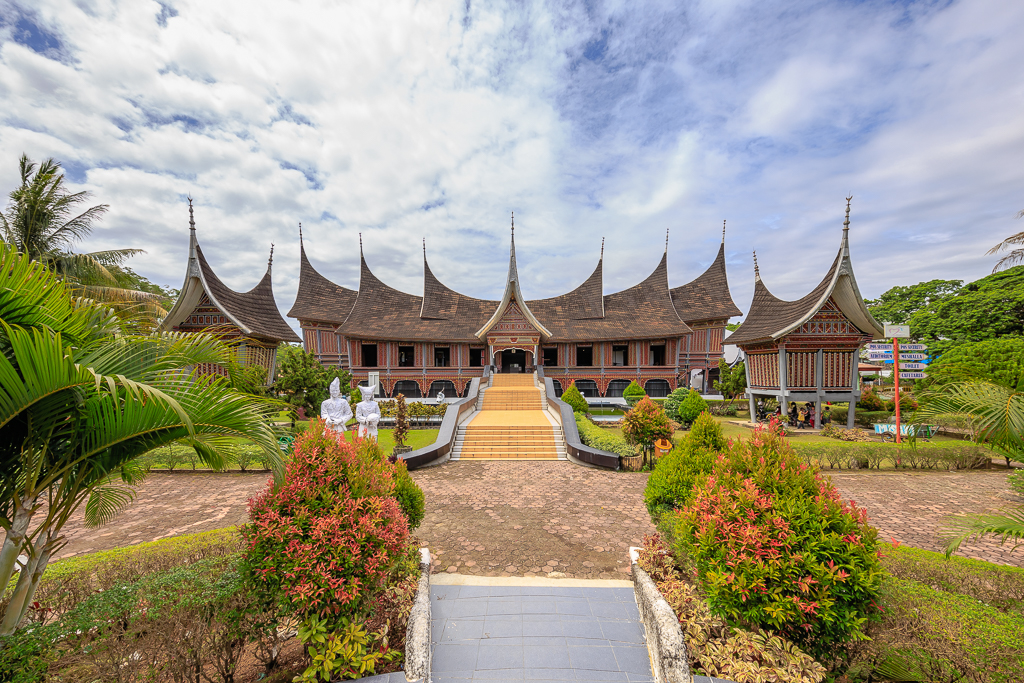
Le musée Adityawarman.

## Jumelages
- Hildesheim (Allemagne)
- Vung Tau (Vietnam)
- Beit Lahiya (Palestine)
- Chonburi (Thaïlande)
- Bandung (Indonésie)